# 스가타니촌
스가타니촌(菅谷村)은 오카야마현 기비군에 있던 촌이다. 현재의 가모군 기비추오정의 일부에 해당한다.

## 역사
- 1889년 6월 1일 - 정촌제 시행에 의해 가야군 스가타니촌이 성립하였다.
- 1900년 4월 1일 - 군의 통합에 의해 기비군에 소속되었다.
- 1932년 4월 1일 - 미쓰군 후쿠야마촌, 가모촌과 합병해 쓰가촌이 신설하여 폐지되었다.

## 참고문헌
- 角川日本地名大辞典 33 岡山県
- 『市町村名変遷辞典』東京堂出版、1990年。